# شو واتانابي
شو واتانابي (بالكانا:わたなべ しゅう) هو مغني وممثل ياباني، ولد في 26 أكتوبر 1991 في اليابان.

## وصلات خارجية
- شو واتانابي على موقع IMDb (الإنجليزية)
- شو واتانابي على موقع ميوزك برينز (الإنجليزية)